# 福島県道201号上戸停車場線
福島県道201号上戸停車場線（ふくしまけんどう201ごう じょうこていしゃじょうせん）は、福島県耶麻郡猪苗代町を通る一般県道である。

## 概要
- 起点：福島県耶麻郡猪苗代町山潟字大橋道西（JR磐越西線上戸駅前）
- 終点：福島県耶麻郡猪苗代町山潟字堰場
- 総延長：211 m[1]
  - 実延長：総延長に同じ
- 路線認定年月日：1959年8月31日[2]

一部区間は国道49号上戸バイパスの旧道に当たる。

## 通過する自治体
- 福島県
  - 耶麻郡
    - 猪苗代町

## 接続する道路
- 国道49号上戸バイパス（猪苗代町山潟字堰場〈終点〉）

## 周辺
- 猪苗代湖
- 上戸駅